# سووکوویتسه (استان اشوی‌داشکسیه)
سووکوویتسه (به لهستانی: Sułkowice) یک منطقهٔ مسکونی در لهستان است که در (گمینا سولتس-زدروی) واقع شده‌است.